# Tarsius niemitzi
Tarsius niemitzi — вид приматів з родини довгоп'ятових (Tarsiidae). Описаний у 2019 році.

## Етимологія
Вид названо на честь німецького еволюційного біолога Карстена Німітца (нар. 1945).

## Поширення
Ендемік Індонезії. Поширений лише на Тогіанських островах у затоці Томіні між Північним та Східним півостровами Сулавесі (відсутній на острові Унауна).

## Опис
Вид описаний на основі дослідження трьох самців та двох самиць. Самиці важили 104 і 110 г і мали хвости завдовжки 24,5 і 26,1 см. Самці були значно важчими: від 125 до 138 г, довжина їх хвостів відповідала довжині хвоста самиць. Від схожого виду Tarsius dentatus відрізняється темнішим забарвленям хвоста, сірим кольором лиця, та збільшеним пучком шерсті на кінці хвоста. Також від інших видів відрізняється вокалізацією.